# Balkan Air Force
La Balkan Air Force (in italiano: Forza Aerea dei Balcani) fu una formazione aerea alleata della fine della seconda guerra mondiale.

## Storia
La Balkan Air Force venne resa operativa in Italia il 7 giugno 1944 per semplificare i piani di comando per il supporto aereo delle operazioni SOE nei Balcani. La Desert Air Force era stata responsabile di queste operazioni, ma il suo primo compito fu il supporto alle truppe della Ottava Armata del Commonwealth, rendendo così un diversivo le operazioni nei Balcani.

Degli Spitfire con le insegne del 352 (Y) Squadron della RAF, assegnate alla BAF prima del decollo il 18 agosto 1944, dall'aeroporto di Canne.

La Balkan Air Force era un'unità multinazionale. A un certo punto incluse addirittura uno squadrone da trasporto sovietico. Altre nazionalità dei suoi uomini erano quelle britannica, greca, jugoslava, statunitense, italiana (Regno del Sud con il 10º Gruppo), polacca. Supportò specialmente le operazioni dei partigiani, capeggiati da Josip Broz Tito, contro le truppe tedesche in Jugoslavia, ma diede supporto anche alle organizzazioni della Resistenza in Grecia e Albania. Trasportò rifornimenti ai partigiani, evacuò i feriti, scaricò agenti per aiutarli e fornì supporto aereo nelle loro operazioni contro i Tedeschi. Una delle più imponenti operazioni della Balkan Air Force avvenne il 22 agosto 1944, quando essa organizzò l'evacuazione di 1059 partigiani jugoslavi feriti da Polje, nella regione serba della Jugoslavia, in Italia, usando anche aerei dell'USAAF e della aviazione sovietica.
Verso la fine della sua esistenza, operò un piccolo numero di unità dal suolo jugoslavo per attaccare i Tedeschi in ritirata. Tuttavia disaccordi con Tito provocarono una rapida uscita delle truppe alleate dalla Jugoslavia dopo la fine della guerra in Europa.
La Balkan Air Force fu sciolta il 15 luglio 1945. Durante la sua breve esistenza, fu comandata dall'Air Vice Marshal britannico della RAF William Elliot e George Mills.
La Balkan Air Force fu una delle poche forze aeree alleate in cui militarono Italiani; in essa rientrò l'ICBAF, che operava nei Balcani e non su suolo italiano per evitare scontri fra Italiani schierati con o contro l'Asse.